# Manoir de Maupertus
Le manoir de Maupertus est une demeure, des XVe – XVIe siècles, remaniée aux XVIIe et XIXe siècles, qui se dresse sur le territoire de la commune française de Maupertus-sur-Mer, dans le département de la Manche, en région Normandie. L'édifice est partiellement inscrit au titre des monuments historiques.

## Localisation
Le manoir est situé à 200 mètres au nord de l'église Saint-Martin de Maupertus-sur-Mer, dans le département français de la Manche.

## Historique
On doit la construction du manoir à la famille de Pirou qui l'édifia au XVIe siècle. Au XVIIe siècle, la famille des Jallot de Gonneville le complète. François-Antoine de Longaulnay, gouverneur de Carentan, petit-fils de Charles Jallot de Gonneville, hérite du manoir et des terres. Cependant il n'y viendra qu'une fois, en 1678, pour assister à un mariage. Le lieu est occupé seulement par ses fermiers.
Antoine Antonin, marquis de Longaulnay, aussi gouverneur des ville et château de Carentan, est porté sur les registres de Fermanville de 1730 à 1738, comme étant en possession notamment de Maupertus et Gonneville. C'est son fils, Antoine-Constantin de Longaulnay († 1840), et réside à Grenelle (Paris), qui reçut dans sa part le domaine de Maupertus.
En 1887, Marie-Barbe de Longaunay, épouse du marquis de Briges et fille unique d'Antoine-Constantin de Longaunay, qui a hérité du manoir en 1840 à la mort de son père, le vend en 1887 à Madame Veuve Antoine Berteil de Paris.

## Description
Le manoir de Maupertus, du XVIe siècle, se présente sous la forme d'un long corps de logis que prolongent deux pavillons en forte saillie. Le plein au milieu de sa façade, qui lui confère une certaine austérité, est dû à l'emplacement des ouvertures placées aux endroits fonctionnels. Le manoir est un bon exemple des constructions de style Henri IV-Louis XIII. Il s'éclaire par des fenêtres à meneaux. À l'intérieur, on peut voir de belles cheminées Renaissance, dont celle du premier étage du début du XVIe siècle en calcaire, dotée d'une corniche décorée de feuillages, de grappes de raisin et d'animaux. Sur son linteau de style gothique flamboyant il subsiste une feuille sculptée, laissant supposer que d'autres ont disparu. Cette cheminée peut être comparée avec celles des manoirs d'Escarboville à La Pernelle et d'Inthéville,. Toujours au premier étage et près de la cheminée, un linteau de porte en calcaire est décoré de feuillages et d'animaux.
Des communs des XVIIe siècle et une chapelle complètent l'ensemble. Un puits occupe la cour à laquelle on accède par un double porche, porte piétonne et porte charretière.

## Protection
Les façades et toitures du manoir et de ses dépendances, y compris le puits et les cheminées du bureau et de la salle à manger au rez-de-chaussée et de la grande chambre au premier étage sont inscrits au titre des monuments historiques par arrêté du 30 mai 1978.